# Nyárádszentlászlói unitárius templom
A nyárádszentlászlói unitárius templom műemlékké nyilvánított templom Romániában, Maros megyében. A romániai műemlékek jegyzékében az MS-II-m-A-15676 sorszámon szerepel.

## Története
A nyárádszentlászlói unitárius templom Marosvásárhelytől 18 km-re délkeletre, a Nyárád folyó középső szakaszán, a falu központjában levő dombon található. A falu első írásos említése az 1332-es pápai tizedjegyzékben szerepel Sancto Ladislao néven, amely a templom középkori védőszentjére is utal.
A templom a reformáció előtt a katolikusok tulajdona volt, mint ahogy a legtöbb középkori templom. Az unitárius egyház megjelenését nem lehet pontosan tudni, valamikor 1580 körül alakulhatott meg, amikor Sügér János az unitáriusoknak adományozta a templomot és a hozzá tartozó földeket. Sügér János, korának tekintélyes embere volt, akit Báthory Zsigmond, kincstárnoknak nevezett ki 1583-ban.
Nyárádszentlászló unitárius temploma a 14. század közepén épült, kelet-nyugat tájolású teremtemplom, kisméretű sokszögzáródású szentéllyel. A falu keleti felén húzódó domboldalon áll, fakerítés övezi, amely valószínűleg a 18. században készült. Régiségére utal a nyugati oldalon megmaradt csúcsíves ajtó, a sokszögzáródású szentély, melyek a gótika jellemzői, viszont a félköríves diadalív, a keskeny rézsűs ablak a szentély keleti oldalán, a szentély alacsony dongaboltozata a román korra utalnak. Ezekből következtethető, hogy valamikor a 14. században épült. Az 1490-es években a szentély kivételével átépítették.

## Leírása
A nyárádszentlászlói unitárius templom tornya 1496-1497 körül épülhetett a 14.század első feléből származó szentély északi oldalához .Pax harangja 1498-as évszámot viseli. és ez a felirat olvasható: „O Rex glorie veni cum pace Jhesus Nazarenus rex Judeorum 1498.”  A torony védelmi céljáról tanúskodik bejárata, amely az első emeleten nyílik és felhúzható létrával közelíthető meg. A nyárádszentlászlói torony másik érdekessége fából készült harmadik szintje. Nagyon valószínű, hogy a gótika idején az egyszerűbb falusi templomtornyok jelentős hányadát így építették. Ez a magyarázata annak, hogy számos esetben a legfelső emelet barokk toldalék, mert a 18.században került sor a helyes magassági arányok megtartása és a tűzbiztonság végett a korábbi, olcsóbb faépítmény falazott módszerű kicserélésére. Nyárádszentlászlón az egyszerűbb, régebbi megoldás utolsó vagy egyik utolsó példája maradt meg.
A boltozott toronyaljban található a templomot támogató Sügér család temetkező helye. Itt található Sügér Mátyás sírkőlapja, aki a felirat szerint 1586-ban halt meg 21éves korában. A sírkő keretén ez a felirat áll: „Obiit in Domino, in Oppido Saxonum Prazsmar XXIII. octob[is] MDXXCVI. suae vero aetatis XXI.” A Sügér címer díszíti a kőlap felső részét, amely egy sisakot ábrázol mellvassal, a hajtókás süveg felett balról ötágú csillag, jobbról félhold van, ezek között pedig egy nyílvessző. A címer alatt újabb felirat olvasható, mely így hangzik:
„Hic cubat ecce brevi Matthiam stirpe Sigeri
Exitu tristi quem lapis arte tegit,
Ingenio Felix, felix et flore juventae
Et prisca patrum stemmate clarus erat
Hic coluit numen ferventi pectore salum
Pulchraq[ue] virtutum jam documenta dabat,
Lustra sed implenti quatuor cum messis in herba
Esset adhuc viridi falce resecta perit.
Nam que non cineri nec novit parcere gazis,
Mors rapuit corpus spiritus astra subit. “
Magyar fordítása ennek a feliratnak így hangzik:
„Itt nyugszik a rövid életű kegyetlen véget ért
Sigér Mátyás, kinek porait e faragott kő fedi.
Mind ősi nemzetségből való származása, mind
Boldog és szerencsés ifjúsága által segítve
Nemes jellemmé fejlődött.
Hő keblében lakott a hosszú élet isteni ereje
És jeles cselekedeteinek már szép példáit is adá,
De midőn negyed magával a vetések között
Őrjáraton lenne, ott virágzó élete kaszával
Levágva-odalett.
Mert a halál sem a pornak, sem a garinnak (emelkedett szelleműnek)
Nem tud kedvezni, megöli a testet, a szellem égbe száll.”
A templom nyugati homlokzata magas, háromszögű oromzatban végződik, melyet két, cseréppel fedett, háromlépcsős, átlós támpillér támaszt, középen található a főbejárat. Gótikus, kőből készült béllet körvonalazza a csúcsíves ajtót, ezt egy 18. századi, fából épített, cseréppel fedett portikusz előzi meg. Az ajtó keretének északi és déli profilja különböző.
Az északi oldalon félhomorlat, pálca, henger, vájat, jobb oldalon pedig lemez, pálcatag, körtetag. A hajó déli és északi oldalán három-három nagyméretű félköríves ablak világítja meg a belső teret, melyek a későbbi átépítéseknek köszönhetőek.
Kisméretű szentélye a nyolcszög öt oldalával kapcsolódik a hajóhoz, két, cseréppel fedett támpillér erősíti a déli és délkeleti sarkait, keleti oldalán pedig egy keskeny rézsűs, félköríves ablak töri át a falat. A szentély fedelét a toronyhoz hasonlóan zsindely fedi. A szentély északi végéhez építették a sekrestyét, amelyen egy kis négyzet alakú ablaknyílás található. Ez a kis térrész alkotja az átjárót a hajóból a toronyba. Becses emléke a sekrestyéből a toronyba vezető faajtó szárnya, mely reneszánsz stílusban épült.
A templom felújítási munkálatait megelőző régészeti feltárásokra 2009 nyarán került sor. Az ásatások folyamán a meglévő 14. századi templom alatt két korábbi templom maradványai kerültek elő. A feltárt 40 sír a temető 12. században kezdődő használatára utal. Az első, a 12. század végére datálható háromhajós félköríves záródású templom a bencés rendhez tartozó nemzetségi monostornak épülhetett, amelyet úgy tűnik nem fejeztek be. A második,jóval kisebb templom a 13. századra keltezhető, a monostor északi mellékhajójában épült fel és a 14. századi, jóval nagyobb plébániatemplom építésekor bontották el. A 14.századi templom kápolnáját a 16. században átalakították, a torony a 15. században épült. Külön figyelmet érdemelnek a szentély 1496-ra datálható freskói.
A templom falképeire már Benkő Károly felhívta a figyelmet 1869-ben, de a falképeket csak 1896-ban tárta fel Nemes Ödön marosvásárhelyi rajztanár és Kelemen Lajos. A boltozati falképek jelentős részét feltárták és Nemes másolatokat is készített róluk. E másolatok később az Erdélyi Történeti Múzeum régiségtárába kerültek, majd elvesztek. Mára csak Kelemen Lajos tanulmányának fotóreprodukcióiból ismerjük őket.
A 2006-ban zajlott falképkonzerválás során egyelőre a szentély falkutatása és részleges feltárása történt meg. A későgótikus festést hordozó vakolat mintegy 60-70%-ban maradt fenn a szentély teljes felületén és a diadalív bélletén. A falfestményt hordozó vakolatot egy korábbi fehérre meszelt vakolatra hordták fel, amelynek felületét előzőleg megkalapálták. A falfestmény vakolata mészben szegény, porlékony, vastagsága0,8 és 1,5 cm között váltakozik. A vakolat hiányai elsősorban a szentély felmenő falain észlelhetők. Ezeken a felületeken másodlagosan beépített faragott-meszelt kövek is láthatók. A délkeleti és a déli oldalon egy-egy, a keletihez hasonló formájú félköríves ablak van befalazva.
Az oldalfalakat 140 cm magasságig váltakozó színű (bordó-okkersárga) függönydísz borítja, a festett mérművek és gazdag indadísz közé elhelyezett figurális dekoráció e sáv fölött helyezkedik el. A falakon kétoldalt, az ablakok között az apostolok álló alakjai látszanak, amelyeket növényi ornamentika szakít meg. Az apostolok közül eddig egyetlen, kezében írásszalagot tartó figura van teljesen feltárva. Az apostolgalériát egy indafonatos díszítősáv választja el a boltmezőtől. A boltmezőbe gótikus mérmű-imitációt festettek, amelynek háttere egységesen sötétkék. Kelet felé a boltozat központi figurája a hatalmas mandorlába foglalt ítélő Krisztus (nagyrészt feltáratlan, de a boltozat nyugati felén feje már látszik). A mérművekbe foglalt mellékalakok közül egyelőre egy püspök és egy pápa mellképe azonosítható be; talán a négy nyugati egyházatya közül Nagy Szent Gergely és Szent Ágoston ábrázolásáról lehet szó. Nemes Ödön leírása szerint a boltozaton az evangélisták is meg voltak festve.
A diadalív falképei már teljesen fel vannak tárva. A pilléreken kétoldalt egy-egy álló férfiszent töredékei találhatóak,akik pontos azonosítását töredékes állapotuk megnehezíti. A diadalív bélletén az okos és balga szüzek mellképei láthatók indadíszek közé helyezve. A diadalív záradékában egy apró épület látható, amelynek ajtaja az okos szüzek felé nyitva van, míg a balga szüzek felé zárva. A gazdag indadísz az egész dekoráció legjellegzetesebb eleme, a figurák néhol egészen elvesznek a dúsan burjánzó, stilizált akantuszlevelek között. A korszak szárnyasoltárain is megtalálhatjuk a hasonló, figurákkal benépesített növényzetet, a falfestészetben pedig a legkvalitásosabb említhető párhuzam a székelydályai templom szentélyboltozatának 16. századi elején készült kifestése.
Székelydálya szentélyében a boltozat dús növényi dísze között heraldikus ábrázolások jelennek meg